# Najib wordt wakker
Najib wordt wakker is een Nederlands sketchprogramma van Najib Amhali in samenwerking met Peter Heerschop, Han Römer en Viggo Waas.
In dit televisieprogramma wordt door de vier cabaretiers elke week stilgestaan bij een onderwerp. Elke uitzending begint in de slaapkamer van Najib Amhali zelf.

## Afleveringen
- 'Eten & Drinken' (23 november 2007)
- 'Gezondheid' (30 november 2007)
- 'Onderwijs' (7 december 2007)
- 'Religie' (14 december 2007)
- 'Justitie' (4 januari 2008)

## Reacties
Ofschoon Amhali als cabaretier op toneel alom gerespecteerd is, werd dit programma matig ontvangen. Hij wordt door sommigen op tv niet zo grappig gevonden als in zijn theatershows. Zelf wijt Amhali dit aan het feit dat tv maken toch iets heel anders is dan theater maken en dat zo'n programma tijd nodig heeft om te groeien.